# The Andy Warhol Museum
The Andy Warhol Museum je muzeum ve čtvrti North Shore v rodném městě Andyho Warhola Pittsburghu. Muzeum se rozkládá na 8 200 m² v sedmi podlažích. Obsahuje celkem 17 galerií, ve kterých je kolem 900 obrazů, téměř 2000 návrhů na papíře, 4000 fotografií a více než 4000 filmů. Muzeum bylo otevřeno v roce 1994. Muzeum je otevřeno každý den od 10:00 do 17:00. kromě úterý.